# 貝焼き味噌

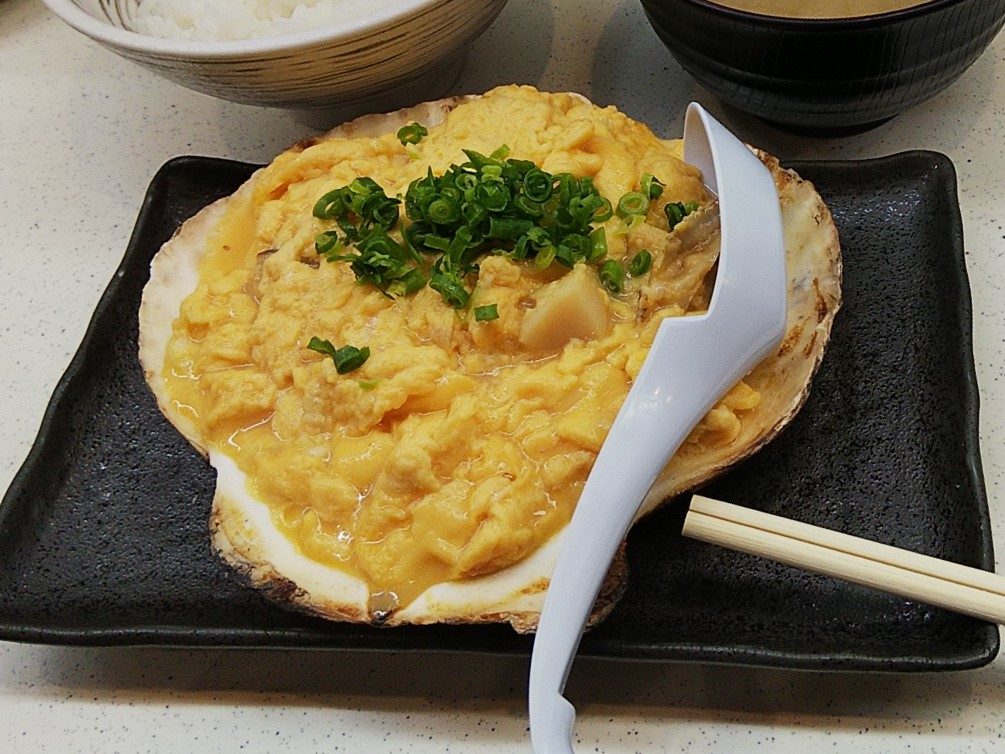
青森市内の飲食店の貝焼き味噌

貝焼き味噌（かやきみそ、かやぎみそ）とは青森県津軽地方および下北地方の郷土料理。下北地方では味噌貝焼き（みそかやき）と呼ばれる。
陸奥湾で採れる直径15 - 20cmのホタテガイの貝殻を鍋の代わりとして調理する。

## 作り方
津軽地方では、鰹節やネギをホタテガイの貝殻に入れて味噌で煮込み、卵でとじる。ホタテの身を入れる場合もある。
一方、下北地方ではホタテガイの貝殻に水を入れて火にかけ、焼き干しなどで出汁をとる。これにホタテの身や旬の具材を入れて煮込み、味噌、とき卵を加えて全体をかき混ぜる。

## 歴史
江戸時代に陸奥湾の漁師が、ホタテガイの貝殻を鍋代わりにして魚の切り身を出汁と味噌で煮たのが始まりとみられている。元禄2年（1674年）の『江戸料理集』には、貝を煮て鶏卵を流し入れる「玉子貝焼」と味噌を出汁で溶いて貝を煮る「味噌貝焼」が記載されており、現在の貝焼き味噌は両者を合わせたようなレシピとなっている。これについては、時代が下って鶏卵の入手が容易になり、現在のような形になったと見られる。
鶏卵が貴重だった頃は、病人や産後の女性が栄養食として食べていた。太宰治の『津軽』にも、病人が貝焼き味噌を粥にかけて食べる描写がある。
大正末期から昭和初期頃の食生活をまとめた『聞き書 青森の食事』は、平舘村で、出産後三日目から、やわ飯に、かやぎ（貝焼き）味噌と豆腐を食べる慣習を記録している。